# 大邱国際空港
大邱国際空港（テグこくさいくうこう、朝: 대구국제공항、英: Daegu International Airport）は、大韓民国の大邱広域市東区にある共用飛行場。
ティーウェイ航空による国際線運航拠点の一つとなっている。仁川国際空港から国際線乗り継ぎ便が就航しているが、国内線は済州国際空港（済州島）との間に1日16往復が運航されているほかは、金浦国際空港（ソウル）へ1日1往復があるのみである。

## 施設

### ターミナル
旧ターミナル（国内線ターミナル）
1961年4月竣工。老朽化により2001年に閉鎖され、韓国初の空港ホテルであるホテルエアポート(호텔 에어포트)として営業していたが、2021年に営業を終了し、リモデリング工事のうえ、2023年9月20日より国内線ターミナルとしてリニューアルオープンした。
新ターミナル（国際線ターミナル）
2001年5月竣工。ボーディング・ブリッジは3基。当初チェックインカウンターは大韓航空とアシアナ航空のみであったが、2016年11月に旅客数に応じて弾力的に割り当てることができるようになった。2023年9月20日より国内線が旧ターミナルに移転したため、以降国際線専用として使用されている。

## 駐留部隊
韓国
- 大韓民国空軍
  - 空軍軍輸司令部
    - 航空資源管理団

  - 空軍空中戦闘司令部
    - 第11戦闘飛行団（朝鮮語版）(F-15K)

  - 第32防空管統制戦隊
  - 空軍ミサイル防御司令部　第2作戦統制部

- 大韓民国陸軍
  - 第507航空大隊(500MD)

 アメリカ
- 第7空軍
  - 第607物資管理大隊

## 歴史
日本統治下の1937年（昭和12年）1月31日に大邱飛行場として開設された。朝鮮戦争が勃発するとアメリカ空軍が大韓民国空軍に対してP-51の乗員を訓練する基地となった。
1961年4月に開港し、1994年に福岡便が就航し国際空港となった。2000年6月に予備滑走路(2,755 m)、2001年5月に新ターミナルが竣工した。
利用客は2000年から2003年まで220万人台を記録したが、2004年のKTX開業により金浦国際空港行きの路線利用率が激減し、2007年10月には大韓航空とアシアナ航空が相次いで運航を休止した。2006年から2013年までの年間利用者数は100 - 110万人台にまで落ち込んだ。
空港活性化のため、2014年に一時的に（2018年7月末まで）空港運営時間を'06時-22時'から'05時-24時'へ3時間延長し、韓国の国内格安航空会社が国際線を就航したことにより、利用客が2004年の水準である150万人台に増加した。以後、利用客数は年々飛躍的に増大し、2017年は過去最高の356万人に到達し現ターミナルの設計容量である375万人に迫った。2018年には400万人を超える見込みであり、空港公社は賃貸契約期間が満了する2020年以降、現在ホテルとして営業中の旧ターミナルを旅客ターミナルに転換することを計画している。

## 就航航空会社と就航路線
2020年以降、新型コロナウイルス感染症の影響により、多くの定期便が運休、減便、経路変更となっている。
| 航空会社         | 就航地                                                                                               |
| ---------------- | --- |
| 大韓航空         | ソウル/仁川                                                                                          |
| アシアナ航空     | 済州                                                                                                 |
| ティーウェイ航空 | 済州 東京/成田、大阪/関西、福岡、沖縄/那覇、張家界、台北/桃園、ウランバートル、グアム(大阪/関西経由) |
| ジンエアー       | 済州 台北/桃園                                                                                       |
| チェジュ航空     | 済州                                                                                                 |
| 中国東方航空     | 上海浦東                                                                                             |
| 四川航空         | 張家界                                                                                               |
| 中国聯合航空     | オルドス                                                                                             |
| タイガーエア台湾 | 台北/桃園                                                                                            |

2025年6月現在

## 交通アクセス

### バス
リムジンバス
旅客ターミナル前から亀尾市方面へ1日10便運航している。
市外バス
旅客ターミナル前に東大邱バスターミナルや慶尚北道各地へのバスが停車する。
市内バス
101、101-1、401、719、東区2、八公1、八公2、急行1
- 基本的に空港敷地外沿道の停留所に発着する。東区山間部から市内中心部へ向かう101番のみ例外的に旅客ターミナル前まで乗り入れているが、逆向きの101-1番は乗り入れていない。

### 都市鉄道（地下鉄）
最寄りは1号線の峨洋橋(大邱国際空港入口)駅であるが、1.5 kmほどの距離がある。上記市内バス（401、八公1、急行1など）に乗り継ぐことが推奨されている。

### 鉄道
KTXの停車する東大邱駅や、繁華街に近い大邱駅からは、上記市内バスでアクセスできる。
タクシー
大邱空港のターミナル到着ロビーにタクシー乗り場があり、大邱市内にアクセスすることができる。